# دوري أذربيجان الممتاز 1994-95
دوري أذربيجان الممتاز 1994-95 (بالأذرية: Azərbaycan Top Liqası 1994/1995)‏ هو الموسم 4 من دوري أذربيجان الممتاز. أشرف على تنظيمه اتحاد أذربيجان لكرة القدم، وكان عدد الأندية المشاركة فيه 13، وفاز فيه نادي كاباز.